# Letteratura di Alfonso X il Saggio

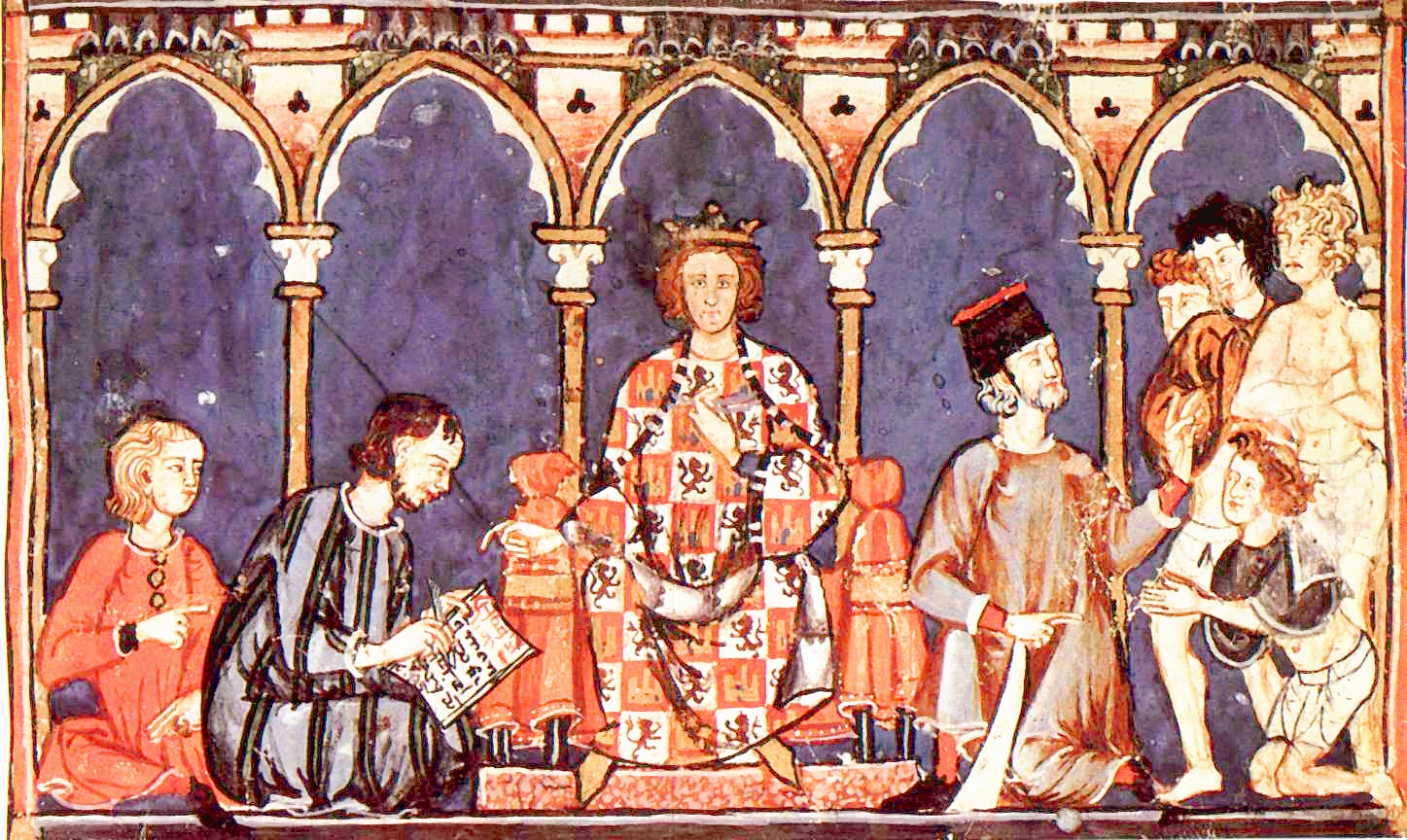
Alfonso X il Sapiente con i suoi collaboratori dello scrittoio reale.

L'ambiente culturale fiorito attorno alla corte di Alfonso X il Sapiente diede vita a una rilevante letteratura, composta da opere letterarie di carattere lirico, giuridico, storico, scientifico e ricreativo, realizzate nell'ambito dello scriptorium del re di Castiglia.
Alfonso X patrocinò, supervisionò e spesso partecipò, scrivendo lui stesso e in collaborazione con un gruppo di intellettuali latini, ebrei e islamici (conosciuto come Scuola di traduttori di Toledo), alla stesura di una ingente opera letteraria che inizia in gran parte la prosa in lingua castigliana.
I manoscritti alfonsini sono volumi lussuosi, di grande qualità calligrafica e profusi di miniature. Erano pertanto destinati ai potenti nobili che potevano finanziare la ricchezza di questi codici e a coloro che condividevano il progetto dell'uso della lingua castigliana come strumento politico al servizio della corte, dato che i libri utilizzati nelle università medievali o Studi Generali erano più a buon mercato, maneggevoli e scritti generalmente in latino, lingua di uso comune tra i letterati.
La varietà geografica della lingua è quella in uso a Toledo nella seconda metà del XIII secolo, che fornirà la base di quella che da allora in poi sarà utilizzata nella prosa castigliana. Tuttavia, bisogna notare che nell'ambito della poesia lirica, Alfonso X usava il galiziano-portoghese, lingua con cui si scrissero le Cantigas de Santa Maria.

## Opera poetica
Dovuti alla mano del monarca sono un insieme di poesie di «escarnio y maldecir» scritte in lingua galiziano-portoghese (cantigas d'escarnho e maldizer) dirette ai grandi uomini tanto ecclesiastici quanto laici e ad altri trovatori. Ci sono varie invettive destinate a Pero da Ponte, poeta della corte di suo padre Ferdinando III il Santo, che costituirebbero una disputa avutasi forse al tempo in cui Alfonso era un principe. Lo stile di queste cantigas d'escarnho è burlesco e arguto e non si allenta nel tono satirico, procace persino contro coloro che erano stati oppositori del futuro re.
Ma il culmine dell'opera lirica del re saggio è raggiunto le Cantigas de Santa Maria, che possiedono un grande interesse, sia dal punto di vista letterario che da quello musicale e plastico.

### Cantigas de Santa María

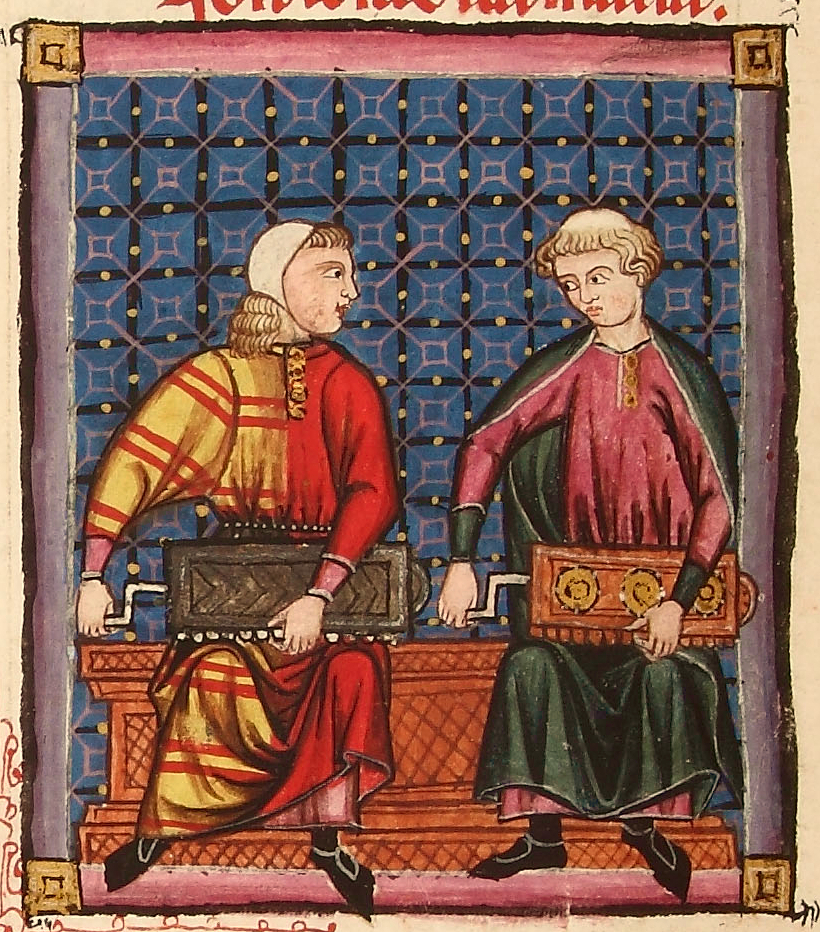
Miniatura delle Cantigas de Santa Maria.

L'unica produzione letteraria alfonsina non scritta in castigliano è quest'opera di ispirazione mariana e di carattere lirico, per la quale viene utilizzata la lingua galiziano-portoghese. Molte delle cantigas di questo libro furono composte da Alfonso X di sua propria mano. Si percepisce inoltre un tono personale in alcune delle canzoni che adottano il carattere innodico in lode alla Vergine e, comunque, in varie narrazioni, in cui appaiono protagonisti il monarca stesso o suoi familiari.
Il testo consta di 427 poemi narrativi e lirici che adottano una metrica molto variata basata sulla struttura della canzone (canción) con ritornello o del rondeau. La maggior parte raccontano un evento miracoloso o di santità, alla maniera degli episodi leggendari, come era solito nel genere delle vite dei santi. Tuttavia, un dieci per cento de queste canzoni sono «cantigas de loor», o inni in lode alla Vergine, accompagnate da partitura musicale e costituiscono uno dei monumenti della musica medievale spagnola.
Inoltre, i quattro codici che le hanno trasmesse (uno nella Biblioteca Laurenziana di Firenze, due nella Biblioteca di El Escorial, un altro in quella Nazionale di Spagna) costituiscono uno dei maggiori esempi di miniature gotiche conservate.
A partire dalla cantiga numero quattrocento, il contenuto smette di essere principalmente incentrato su leggende miracolose per costituirsi in un calendario religioso cristiano che riflette una serie di avvenimenti di tipo liturgico, preferibilmente celebrazioni mariane.

## Opera in prosa

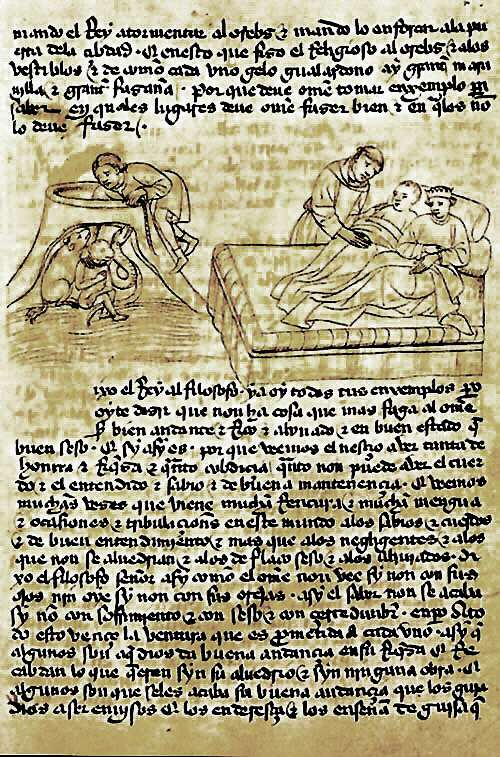
Manoscritto del Calila e Dimna

Prima del 1252, data in cui venne incoronato re, il principe Alfonso, oltre a scrivere le cantigas de escarnio e, molto probabilmente, alcuni inni in lode alla Vergine, patrocinava un libro di racconti esemplari (o exempla): il Calila y Dimna. È questo uno dei primi esempi (insieme al Sendebar) di adattamento della narrativa araba alla letteratura in castigliano e, se ovviamo ai racconti contenuti nelle cronache alfonsine derivanti dai cantares de gesta o leggende, è l'unica opera di fantasia dovuta al mecenatismo di Alfonso.
La prima opera di contenuto religioso dovuta al patrocinio di Alfonso X il Saggio, sebbene non scritta in lingua romanza nella sua stesura finale, è una raccolta fatta su richiesta del re da parte di Bernardo de Brihuega, un canonico di Siviglia, che riunì una serie di agiografie in latino.
Bisogna anche segnalare che alcune opere di grande interesse si persero, come la versione della leggenda araba della visione di Mahoma del cielo e dell'inferno. Conosciamo questa composizione dalla versione francese intitolata Livre de l'eschiele Mahomet, elaborata, secondo quanto si legge nel prologo, nel 1264 per ordine di Alfonso X a partire dall'originale castigliano. Il testo ebbe una grande diffusione nella Spagna del XIII secolo. Una sua sintesi venne adattata in latino da Rodrigo de Toledo nella Historia arabum, contribuendo a un ulteriore apporto di materiali alla Estoria de España (cap. 488 e 489).
Comunque, l'originale di un racconto cristiano di un viaggio all'altro mondo intitolato il Purgatorio de san Patricio si deve, con sufficiente certezza, al gruppo di scrittori alfonsini.
Le opere in prosa del re Alfonso il Saggio conservate possono classificarsi in quattro "sezioni" a seconda della materia trattata: legislativa, storica, scientifica e ricreativa.

### Opera giuridica
Alfonso X sentiva la necessità di unificare il variegato corpus legislativo impiegato nel regno di Castiglia, che coniugasse il diritto romano della tarda antichità, passando per il diritto visigoto fino al diritto consuetudinario asturo-leonese e castellano. Perciò utilizzava un codice ispirato al diritto giustinianeo, che era quello che si impartiva all'Università di Bologna e nelle scuole giuridiche del sud della Francia, con l'intenzione di una sistemazione codificata. A questa impresa rispondono i seguenti trattati giuridici:

#### Fuero real
Il Fuero real (in italiano "statuto" o "giurisdizione regale") venne redatto verso il 1252 e risponde alla necessità di adottare una legislazione unitaria per le città castigliane riconquistate di recente. Questo corpus juridico venne influenzato dal Liber iudiciorum, che costituì ai suoi inizi un fuero locale concesso alle città di Aguilar de Campoo e Sahagún nel 1255. È detto anche Fuero del libro, Libro de los concejos de Castilla e Fuero castellano.
Il codice non era diritto castigliano propriamente detto, bensì unicamente un fuero concesso dal re ad alcune città secondo il suo arbitrio, di solito a beneficio del commercio delle stesse e per consolidare il potere della corona di fronte al feudalesimo dell'epoca. Località come Peñafiel, Santo Domingo de la Calzada, Béjar o la stessa Madrid lo accolsero esclusivamente come condizione di diritto locale. Tuttavia si convertì presto in diritto castigliano de facto. Le norme promulgate erano più chiare, concise e imparziali rispetto a quelle attuate nelle grandi città del Regno di Castiglia, sottoposte all'arbitrio dei signori o dei tribunali locali. Sebbene la sua attuazione non fu esente da polemiche, Alfonso X impose in alcuni casi il fuero real al di sopra delle norme locali, trovandosi a volte di fronte alla nobiltà, e arrivando ad eliminare privilegi che, a suo avviso, menomavano il buon governo.

#### Espéculo
L'esistenza dell'Espéculo è documentata in una citazione risalente al 1255.  Possibilmente è anche il punto di partenza delle restanti opere giuridiche alfonsine. La sua stesura rimase incompleta, e gran parte del materiale venne poi ad essere incluso nella sua opera magna nel campo del diritto: le Siete Partidas.
Non arrivò ad essere promulgata e le circostanze della sua composizione non sono chiare. È possibile che fosse un abbozzo di una sezione delle Siete Partidas, sebbene alcuni studiosi pensano sia un'opera composta durante il regno di Sancho IV o di suo figlio Ferdinando IV.

#### Setenario
Il Setenario si presenta nella forma miscelánea. In linea con gli specchi del principe (speculum principis), il Setenario, probabilmente progettato da Ferdinando III il Santo, si proponeva essenzialmente come libro di diritto canonico, la cui struttura si conformava al numero magico sette.
Il libro contiene inoltre informazioni di carattere enciclopedico riguardanti i sacramenti destinati a un uso sacerdotale e riflessioni varie sul culto della natura dal punto di vista pagano. A causa di questo carattere misto si resta incerti nel definire il genere letterario a cui appartiene.

#### Siete Partidas

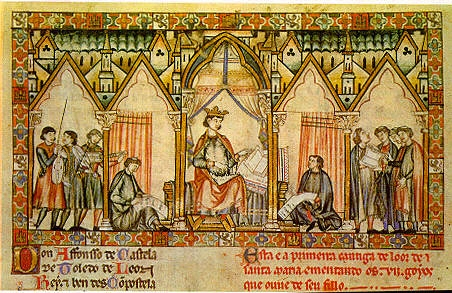
Alfonso X il Saggio e le Partidas.

Si tratta dell'opera più ambiziosa di Alfonso X in questo ambito. Composta tra il 1256 e il 1265, raccoglie i fondamenti teorici delle opere precedenti, formulando un codice giuridico di carattere universale e con applicazione generale per il regno di Castiglia, dove ne regola la vita in tutti i suoi aspetti, sia religiosi che civili.
Questa base giuridica persistette nel corso dei secoli, e la sua influenza arriva fino ai nostri giorni. Le partidas non furono promulgate durante la vita di Alfonso X, dal momento che non sono venute a comporre un'edizione definitiva. L'opera, comunque, si divide in sette parti:
- Prima parte: affronta la base del diritto, occupandosi essenzialmente del diritto canonico.
- Seconda parte: tratta del governo e delle relazioni giuridiche tra signori e vassalli.
- Terza parte: diritto processuale e diritto civile.
- Quarta parte: diritto in merito a matrimonio, famiglie e stirpi, e stati sociali.
- Quinta parte: diritto mercantile.
- Sesta parte: diritto testamentario ed ereditario.
- Settima parte: diritto penale.

I paragrafi in cui si divide l'opera non comportano una partizione rigorosa; essa è organizzata in titoli (182) e leggi (2479), ognuna delle quali iniziante con un'epigrafe che ne indica il contenuto in modo più o meno approssimato.
Le sue fonti provengono dal precedente diritto leonese (il Fuero juzgo), e dalle opere giuridiche citate precedentemente dello stesso monarca, il Fuero real e, molto probabilmente, l'Espéculo. Per la «Primera partida» venne rifondato il Setenario, probabile bozza di questa sezione.
Del tardo diritto romano, ebbe influenza il Corpus Iuris Civilis di Giustiniano e la legislazione attinente alla vita ecclesiastica, fondamentalmente il Decreto di Graziano e le raccolte canoniche o Decretales.
Non mancano tra le sue fonti quelle ecclesiastiche, così come gli insegnamenti degli exempla dei Disciplina clericalis dell'intellettuale giudeo converso Pedro Alfonso de Huesca. Las Partidas raccolgono inoltre materiale di opere di carattere sapienziale o di letteratura gnomica, come i Bocados de oro (lett. "bocconi d'oro").
Dal punto di vista letterario, la prosa giuridica non dista molto da altri generi medievali, i quali influirono poderosamente nella sua gestazione, come nel caso del poema de debate.

### Opera storica

#### Estoria de España

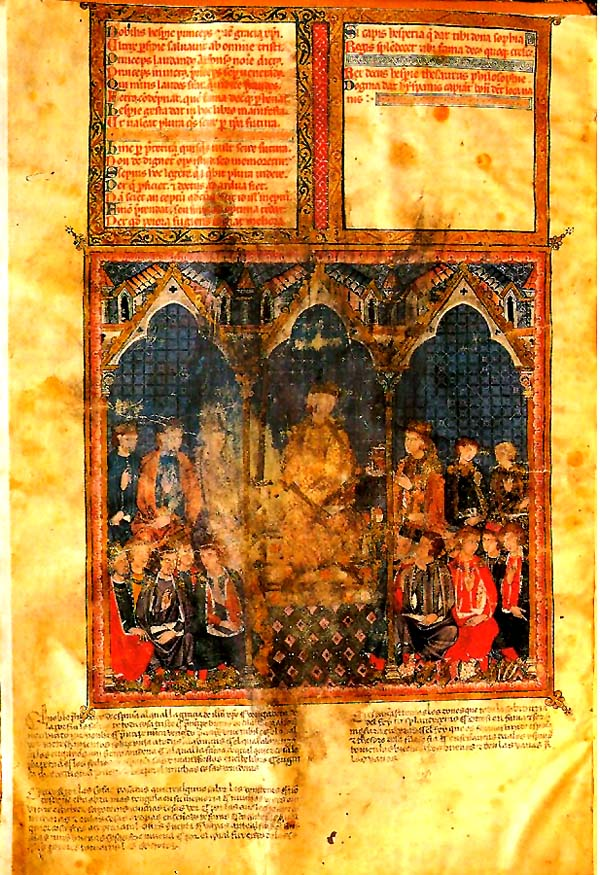
Manoscritto della Estoria de España.

La Estoria de España, conosciuta nell'edizione di Menéndez Pidal come Primera Crónica General, costituisce la prima storia di Spagna in forma di romance. Il suo contenuto spazia cronologicamente dalle origini bibliche e leggendarie della Spagna fino alla contemporanea storia di Castiglia sotto Ferdinando III.
L'opera ebbe due stesure. La prima incomincia poco dopo la salita al trono del re castigliano (1260 circa) e si conclude verso il 1274; la seconda, chiamata Versión crítica, venne elaborata tra il 1282 e il 1284, data della morte del monarca.
Nella sua prima stesura, l'opera, completata nei primi anni del decennio 1270-1280, era costituita di quattrocento capitoli. Tuttavia, nel 1272, il re saggio intraprende un altro progetto monumentale, al quale dedicherà nuove energie: la compilazione di una storia di carattere universale intitolata Grande e general estoria, interrompendo la stesura della Estoria de España.
Tuttavia fu la Estoria de España ad essere diffusa, ampliata, e a servire da canone per la storiografia spagnola fino all'inizio dell'età moderna. La versione definitiva approvata da Alfonso X giunse fino al capitolo 616. Perciò, le contraddizioni degli ultimi capitoli della rifusione fatta da Menéndez Pidal nella sua Primera Crónica General, non debbono essere attribuite alla volontà del re, bensì all'uso di manoscritti tardivi e insoddisfacenti, in questa sezione dell'opera, da parte dell'erudito spagnolo.
Per raccontare la storia di Spagna, Alfonso X risale alle origini trovate nelle fonti bibliche, a Mosè, continuando a utilizzare miti e leggende della storia antica greca e latina. Mentre la storia progredisce, aumenta la prolissità nei dettagli, soprattutto riguardo al periodo che va dalle invasioni barbariche fino a Ferdinando III, dove le fonti più abbondanti sono le cronache e i cantares de gesta peninsulari.
Ma le opere più importanti a cui attinge il testo alfonsino sono le due grandi cronache latine che fornivano la conoscenza più completa della storia della Spagna di quel tempo: il Chronicon mundi (1236), di Lucas de Tuy, vescovo di Tuy, chiamato «il Tudense», e De rebus Hispaniae (1243), di Rodrigo Ximénez de Rada, vescovo di Toledo, conosciuto come «il Toledano». Inoltre, la Estoria de España si servì di altre cronache latine medievali, della Bibbia, della storiografia classica latina, di leggende ecclesiastiche, di cantares de gesta in forma di romance e di storiografi arabi.

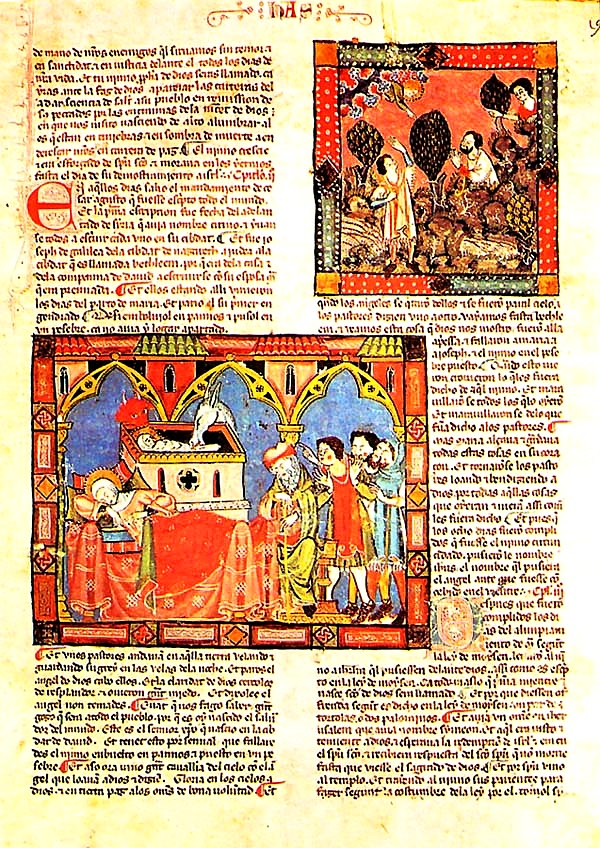
Manoscritto della Grande e general estoria (codice di El Escorial) di Alfonso X il Saggio.

#### Grande e general estoria
La Grande e general estoria era un'opera molto ambiziosa che aspirava ad essere una storia universale, ma che rimase incompleta e interrotta alla sesta parte. La sua stesura fu intrapresa, a quanto sembra, poco dopo il 1272, quando era già in fase molto avanzata la Estoria de España. È possibile che Alfonso X desiderasse integrarla nella General estoria, ma il risultato più evidente è il fatto che l'inizio di quest'altro grande impegno storiografico e la stesura nella sua forma definitiva della storia di Spagna vennero ritardati, a causa della gran quantità di intellettuali che necessitavano per questa seconda grande impresa.
Sebbene vi siano fonti e caratteristiche comuni nella Estoria de España, in questo caso si predilesse l'interesse per i libri di storia della Bibbia e per gli storiografi classici disponibili nello scrittoio regale, che erano quelli che mantenevano vivo il suo vigore nella tradizione medievale, come Ovidio (da cui si estraggono frammenti dalla sua Metamorfosi) o lo Pseudo-Callistene che riferiva notizie sulla vita di Alessandro Magno.
Il proposito dell'opera appare nel seguente passo:
Similmente per quanto accade nella Estoria de España, il proposito perseguito è vincolare la sua monarchia alla storia che va dall'origine dei tempi fino ad arrivare al suo regno, in quanto Alfonso X il Saggio ambiva al titolo di imperatore. Si trattava di un'impresa politica che progettava di situare la Castiglia a capo dei regni cristiani peninsulari e a questo scopo il monarca si dotava di un'adeguata giustificazione storica.

### Opera scientifica

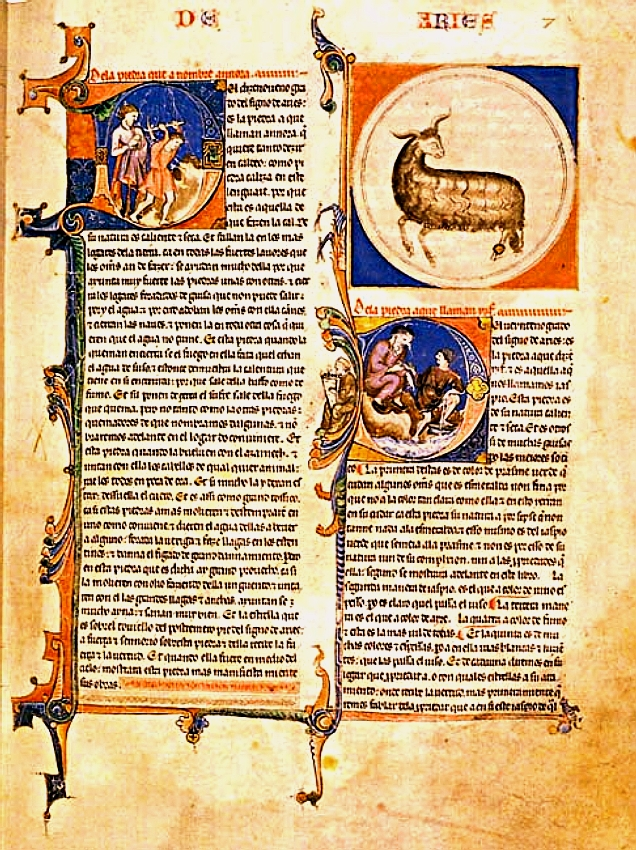
Manoscritto del Lapidario

La produzione di libri scientifici dallo scrittoio regio è variegata e promana dai progressi della scienza di Al-Andalus. Il Lapidario unisce lo studio delle proprietà delle pietre con la medicina e l'astronomia, mentre il Picatrix costituisce un trattato di magia ellenistico di stampo neoplatonico. Ma la maggioranza di essi lambiscono la più progredita scienza dell'epoca, l'astronomia, che all'epoca era una disciplina superiore alla matematica, sebbene coniugasse i suoi saperi con quelli dell'astrologia. In questo campo del sapere appartengono il Libro del saber de astrología — che riunisce vari trattati riguardanti la fabbricazione di strumenti di osservazione e di misurazione, come astrolabi, la azafea di Azarquiel e gli orologi di Isaac ben Sid —, il Libro de la ochava esfera, il Libro complido en los judizios de las estrellas, il Libro de las cruces (che tratta di astrologia giudiziaria), i Cánones de Albateni (una traduzione del trattato arabo di Ibn Yabir al-Battani) e, forse, il più influente: le Tavole alfonsine, tavole astronomiche che godettero di ampia diffusione in tutta Europa.

#### Lapidario
Il Lapidario è un trattato medico e magico sulle proprietà delle pietre in relazione all'astrologia, redatto verso il 1250 e conservato nella Biblioteca di El Escorial. Forse venne tradotto di nuovo, emendato, ampliato e riorganizzato tra il 1276 e il 1279.
L'opera fu ampliata nel 1279 con il Libro delle forme e immagini che stanno nei cieli, più conosciuto come Tablas del Lapidario. Il libro è una summa di trattati greci, ellenistici e arabi compilati probabilmente da Yehuda ben Moshe, medico reale e rinomato astronomo.
Il codice è corredato da circa cinquanta miniature di animali dello zodiaco. In questo tipo di trattati medievali di origine araba sulle virtù curative e magiche delle pietre, l'astrologia svolgeva un grande ruolo, poiché si pensava che ne spiegasse le proprietà.

#### Libro complido en los judizios de las estrellas
Si tratta di un adattamento del trattato di Ibn ar-Rigal (l'Abenragel dei cristiani) tradotto nel 1254 da Yehuda ben Moshe. Coniuga, come era in uso all'epoca, la scienza dell'astronomia con l'astrologia. Si occupa dei segni dello zodiaco, dei pianeti e delle sue qualità, dei movimenti celesti e della sua influenza nella vita umana.

#### Tavole alfonsine

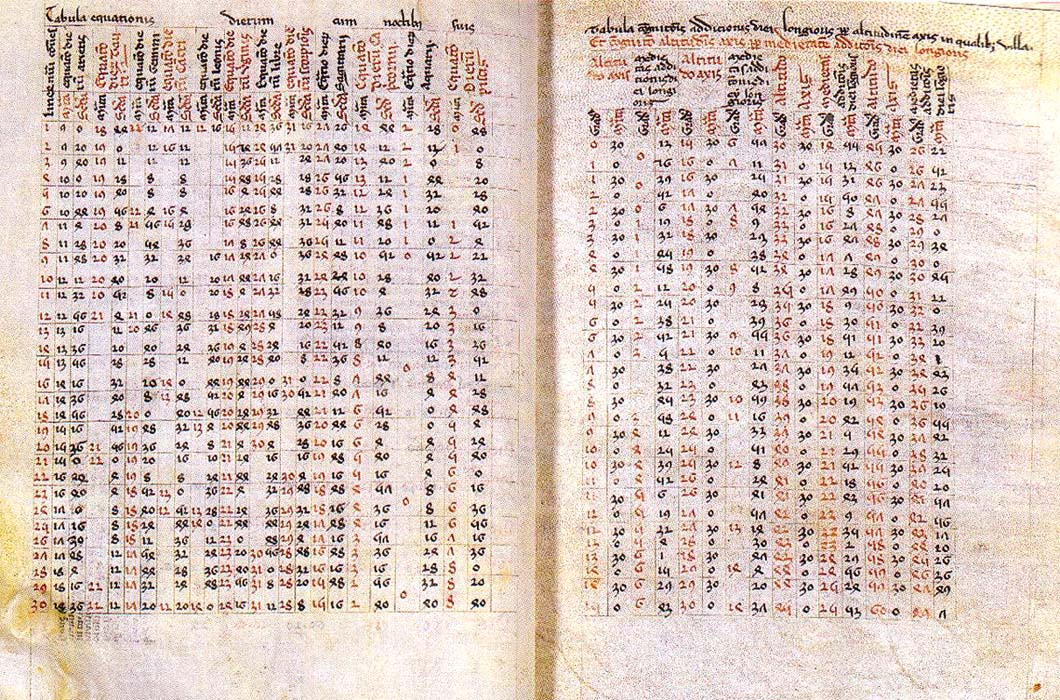
Tavole astronomiche di Alfonso X il Saggio.

Sono tavole astronomiche che contengono le posizioni esatte dei corpi celesti a Toledo dal 1º gennaio del 1252, anno dell'incoronazione del re Alfonso, e che informano del movimento dei rispettivi corpi celesti. L'influenza di queste tavole arrivò in Europa attraverso una revisione francese di inizio secolo XIV, il cui uso si protrarrà addirittura fino al Rinascimento.
L'obiettivo di queste tavole era fornire uno schema di uso pratico per calcolare la posizione del Sole, della Luna e dei pianeti basandosi sul sistema di Tolomeo. La teoria di riferimento prevedeva movimenti secondo epicicli e suoi deferenti. Per molto tempo furono la base di tutte le effemeridi che si pubblicarono in Spagna.
Le osservazioni originali provenivano dall'astronomo arabo cordovano dell'XI secolo al-Zarkali, e la revisione della stessa si basava sulle osservazioni effettuata a Toledo dagli scienziati ebrei alfonsini Yehuda ben Moshe e Isaac ben Sid tra il 1262 e il 1272.

### Opera ricreativa
Tra queste opere di diporto o di ricreazione per nobili si trovano: un trattato di falconeria di Muhammad ibn Allah al-Bayzar (chiamato dai cristiani De scientia venandi per aves o Moamin latino, dall'omonimo falconiere alla corte di Federico II di Svevia), falconiere arabo del IX secolo, il Libro de los animales que caçan, e un libro sui giochi da tavolo dove viene descritto e insegnato il gioco degli scacchi (sebbene le regole siano un po' diverse da quelle moderne), dei dadi e delle tavole. 
Le caratteristiche di questi due ultimi giochi sono pervenute fino ad oggi rispettivamente nel backgammon e nell'alquerque.

#### Libro de los juegos

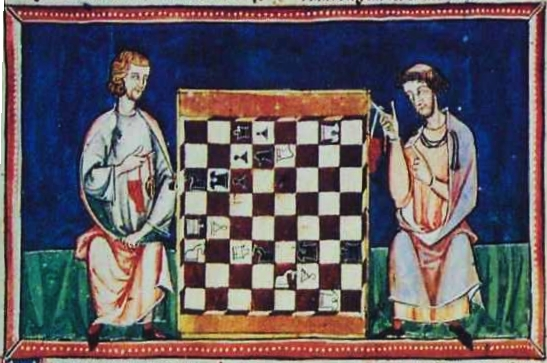
Problema di scacchi nº 35 del Libro de los juegos.

Chiamato anche Libro del axedrez, dados e tablas, è il trattato di scacchi più antico che si conserva in Europa e consta di 98 pagine illustrate con numerose miniature che mostrano le posizioni dei giochi.
È uno dei documenti più importanti per la comprensione dei giochi da tavolo. L'unico originale conosciuto si trova nella biblioteca del Monastero di El Escorial. Una copia del 1334 si conserva nella biblioteca della Real Academia de la Historia.
Documenta lo stato e le regole del gioco degli scacchi medievali all'epoca in cui viene introdotto nei regni cristiani dall'islam. Il gioco degli scacchi del XIII secolo è diverso da quello moderno, emerso dalla rivoluzione che portò gli scacchi alla rabbiosa nel XV secolo e riflette Luis Ramírez de Lucena nel suo trattato di epoca rinascimentale Repetición de amores y arte de ajedrez (Salamanca, 1497). Fondamentalmente si trattava di gioco più lento, con meno possibilità di ottenere una vittoria per scacco matto e i cui trattati didattici (come quello del re saggio) davano molta importanza alla risoluzione di problemi scacchistici immaginari.

### Opera perduta
Conosciamo l'esistenza di altre opere importanti redatte dallo scrittoio alfonsino che non ci sono pervenute, almeno nella loro versione finale in castigliano. Così successe per l'Escala de Mahoma, un'opera in castigliano del 1264, che ci è stata trasmessa in un esemplare in latino e una traduzione in francese. Anche il Livre des secrets de nature ci pervenne in francese, sebbene ebbe una stesura in castigliano, dato che nella prefazione si informa che il re saggio ordinò che fosse convertito in questa lingua a partire dall'originale greco e da una versione intermedia in latino. Del Liber Razielis si conserva solo la sua versione in latino, tradotta nel 1259 forse da Juan D'Aspa.

## Trascendenza della sua opera
In che misura Alfonso X avesse contribuito all'opera che egli stesso promosse è una questione che rimane aperta. È fuor di dubbio che, oltre ad essere propulsore, mecenate, direttore e supervisore dell'opera che produsse, egli fu il responsabile della scelta dei libri che avrebbero dovuto realizzarsi.

Si può affermare, inoltre, che fosse intervenuto su questioni di stile, il che implica la somma importanza della sua responsabilità nella definizione della prosa castigliana, della quale corregge passaggi di sua propria mano. Così, nel Libro de la ochava esfera, dichiara che:
(Libro de la ochava esfera, apud Deyermond, 2001, pag. 171.)
A partire dalla sua opera la norma utilizzata in castigliano si sposterà da quella usata nella regione di Burgos a quella di Toledo. Le soluzioni sintattiche e lessicali che dovette adottare Alfonso X hanno rappresentato un notevole sforzo, in quanto derivavano in gran misura dalla necessità di tradurre lingue con uno sviluppo tecnico e letterario molto evoluto, come il latino, l'arabo o l'ebraico, mentre il romance castigliano mancava di una tradizione letteraria attinente ai campi scientifici e umanistici a cui si avvicinava il re saggio. Ha inciso su questo sia la mancanza di un vocabolario adeguato che di "connettori" per discorsi complessi. Nonostante ciò, la prosa alfonsina non si esime dall'utilizzare risorse sintattiche precarie, soprattutto se le confrontiamo con quelle offerte dalle lingue "colte" di quest'epoca. Tuttavia l'arricchimento della prosa in castigliano fu notevole.
La maggior parte dei prestiti lessicali derivano dal latino e la loro assimilazione faceva supporre un aumento notevole del lessico castigliano, grazie all'utilizzo di neologismi che venivano leggermente adeguati alla fonetica in uso nella lingua romanza. Quando una parola appare per la prima volta nella scrittura, da quel momento verrà incorporata in modo definito e con naturalezza al resto dell'opera. Si produce inoltre, a causa dell'unitarietà dello scrittoio alfonsino e del compito di direttore svolto dal re, una regolarizzazione in tutti i piani della lingua.
Non bisogna dimenticare che il movente di tutto il suo lavoro, incluso quello letterario, è l'idea del predominio politico di Castiglia come capo di un progetto che risale alla primazia reale e ecclesiastica visigota di Toledo e che ha la sua continuità nel desiderio di Alfonso X di riunire i regni di Spagna sotto lo scettro imperiale. Ha influito sul fatto di non essere riuscito nell'intento di essere incoronato imperatore, come era suo desiderio, la stessa concezione di una Estoria de España che ravvisa un'idea unitaria dei territori della Penisola Iberica, nonostante a quest'epoca essa fosse una realtà più geografica e concettuale che politica di fatto. Tuttavia, il noto passo dell'opera storica citata dove descrive la geografia spagnola con tono encomiastico — «Del loor de España cómo es complida en todos los bienes» — ha il suo precedente in uno simile di sant'Isidoro di Siviglia, germe della coscienza di un'entità politica e del cosiddetto problema o ser de España nel pensiero successivo.

## Riferimenti nell'intrattenimento
Le sue opere pseudo-scientifiche sono al centro di romanzi del ciclo dell'inquisitore Eymerich di Valerio Evangelisti, in particolare Picatrix, la scala per l'inferno e La luce di Orione.